# Saison 1991 de la WTA
Vainqueurs des tournois majeurs
Résultats des tournois de tennis organisés par la WTA en 1991.

## Résumé de la saison
La saison 1991 de la Women's Tennis Association (WTA) voit l'accession de Monica Seles au rang de numéro un mondiale, le 11 mars, mettant fin à quatre années de domination de Steffi Graf. La Yougoslave, qui enlève dix des seize finales qu'elle dispute, réalise son premier petit Chelem. Forfait pour blessure, seul Wimbledon lui échappe au profit de Graf, qui gagne tout de même sept tournois.
Respectivement finalistes à Wimbledon et à l'US Open, Gabriela Sabatini et Martina Navrátilová, décrochent chacune cinq trophées.
Manuela Maleeva et Conchita Martínez s'imposent l'une et l'autre à trois reprises, contre deux fois pour Jana Novotná, Jennifer Capriati et Sabine Appelmans.
L'Espagne enfin, emmenée par Arantxa Sánchez, triomphe pour la première fois de son histoire en Coupe de la Fédération face aux États-Unis en finale.
En double, sept joueuses se partagent les quatre levées du Grand Chelem, Natasha Zvereva triomphant dans les deux dernières. 

## Organisation de la saison
Indépendamment des 4 tournois du Grand Chelem (organisés par l'ITF), la saison 1991 de la WTA se compose des tournois suivants :
- les tournois Tier I (6),
- les tournois Tier II (16),
- les tournois Tier III, Tier IV, Tier V (33)
- Les Masters de fin de saison

La saison 1991 compte donc 60 tournois.
À ce calendrier s'ajoute aussi l'épreuve par équipes nationales : la Coupe de la Fédération.

## Palmarès

### Simple
| No | Date       | Nom et lieu du tournoi                          | Catégorie | Dotation    | Surface         | Vainqueure          | Finaliste           | Score              |         |
| -- | ---------- | ----------------------------------------------- | --------- | ----------- | --------------- | ------------------- | ------------------- | ------------------ | ------- |
| 1  | 31/12/1990 | Danone Open, Brisbane                           | Tier IV   | 150 000 $   | Dur (ext.)      | Helena Suková       | Akiko Kijimuta      | 6-4, 6-3           | Tableau |
| 2  | 07/01/1991 | Holden NSW Open, Sydney                         | Tier III  | 225 000 $   | Dur (ext.)      | Jana Novotná        | Arantxa Sánchez     | 6-4, 6-2           | Tableau |
| 3  | 14/01/1991 | Ford Australian Open, Melbourne                 | G. Chelem | 2 000 000 $ | Dur (ext.)      | Monica Seles        | Jana Novotná        | 5-7, 6-3, 6-1      | Tableau |
| 4  | 28/01/1991 | Nutri-Metics Bendon Classic, Auckland           | Tier V    | 100 000 $   | Dur (ext.)      | Eva Švíglerová      | Andrea Strnadová    | 6-2, 0-6, 6-1      | Tableau |
| 5  | 28/01/1991 | Pan Pacific Open, Tokyo                         | Tier II   | 350 000 $   | Moquette (int.) | Gabriela Sabatini   | Martina Navrátilová | 2-6, 6-2, 6-4      | Tableau |
| 6  | 04/02/1991 | Fernleaf Butter Classic, Wellington             | Tier V    | 100 000 $   | Dur (ext.)      | Leila Meskhi        | Andrea Strnadová    | 3-6, 7-6, 6-2      | Tableau |
| 7  | 05/02/1991 | Oslo Open, Oslo                                 | Tier V    | 75 000 $    | Moquette (int.) | Catarina Lindqvist  | Raffaella Reggi     | 6-3, 6-0           | Tableau |
| 8  | 11/02/1991 | Colorado Classic, Aurora                        | Tier V    | 100 000 $   | Dur (int.)      | Lori McNeil         | Manon Bollegraf     | 6-3, 6-4           | Tableau |
| 9  | 11/02/1991 | Austrian Tennis Grand Prix, Linz                | Tier V    | 100 000 $   | Moquette (int.) | Manuela Maleeva     | Petra Langrová      | 6-4, 7-6           | Tableau |
| 10 | 11/02/1991 | Virginia Slims of Chicago, Chicago              | Tier II   | 350 000 $   | Moquette (int.) | Martina Navrátilová | Zina Garrison       | 6-1, 6-2           | Tableau |
| 11 | 18/02/1991 | Virginia Slims of Oklahoma, Oklahoma City       | Tier IV   | 150 000 $   | Dur (int.)      | Jana Novotná        | Anne Smith          | 3-6, 6-3, 6-2      | Tableau |
| 12 | 25/02/1991 | Virginia Slims of Palm Springs, Palm Springs    | Tier II   | 350 000 $   | Dur (ext.)      | Martina Navrátilová | Monica Seles        | 6-2, 7-6           | Tableau |
| 13 | 04/03/1991 | Virginia Slims of Florida, Boca Raton           | Tier I    | 500 000 $   | Dur (ext.)      | Gabriela Sabatini   | Steffi Graf         | 6-4, 7-6           | Tableau |
| 14 | 15/03/1991 | Lipton International Championships, Miami       | Tier I    | 750 000 $   | Dur (ext.)      | Monica Seles        | Gabriela Sabatini   | 6-3, 7-5           | Tableau |
| 15 | 25/03/1991 | US Hard Court Championships, San Antonio        | Tier III  | 225 000 $   | Dur (ext.)      | Steffi Graf         | Monica Seles        | 6-4, 6-3           | Tableau |
| 16 | 01/04/1991 | Family Circle Mag. Cup, Hilton Head             | Tier I    | 500 000 $   | Terre (ext.)    | Gabriela Sabatini   | Leila Meskhi        | 6-1, 6-1           | Tableau |
| 17 | 08/04/1991 | Suntory Japan Open, Tokyo                       | Tier IV   | 150 000 $   | Dur (ext.)      | Lori McNeil         | Sabine Appelmans    | 2-6, 6-2, 6-1      | Tableau |
| 18 | 08/04/1991 | Bausch & Lomb Championships, Amelia Island      | Tier II   | 350 000 $   | Terre (ext.)    | Gabriela Sabatini   | Steffi Graf         | 7-5, 7-6           | Tableau |
| 19 | 15/04/1991 | Virginia Slims of Houston, Houston              | Tier II   | 350 000 $   | Terre (ext.)    | Monica Seles        | Mary Joe Fernández  | 6-4, 6-3           | Tableau |
| 20 | 15/04/1991 | Volvo Open, Pattaya                             | Tier V    | 75 000 $    | Dur (ext.)      | Yayuk Basuki        | Naoko Sawamatsu     | 6-2, 6-2           | Tableau |
| 21 | 22/04/1991 | Croatian Lottery Cup, Bol                       | Tier V    | 100 000 $   | Terre (ext.)    | Sandra Cecchini     | Magdalena Maleeva   | 6-4, 3-6, 7-5      | Tableau |
| 22 | 22/04/1991 | International Championships of Spain, Barcelone | Tier III  | 225 000 $   | Terre (ext.)    | Conchita Martínez   | Manuela Maleeva     | 6-4, 6-1           | Tableau |
| 23 | 29/04/1991 | Trofeo Ilva-Coppa Mantegazza, Tarente           | Tier V    | 100 000 $   | Terre (ext.)    | Emanuela Zardo      | Petra Ritter        | 7-5, 6-2           | Tableau |
| 24 | 29/04/1991 | Citizen Cup, Hambourg                           | Tier II   | 350 000 $   | Terre (ext.)    | Steffi Graf         | Monica Seles        | 7-5, 6-7, 6-3      | Tableau |
| 25 | 06/05/1991 | Peugeot Italian Open, Rome                      | Tier I    | 500 000 $   | Terre (ext.)    | Gabriela Sabatini   | Monica Seles        | 6-3, 6-2           | Tableau |
| 26 | 13/05/1991 | Lufthansa Cup German Open, Berlin               | Tier I    | 500 000 $   | Terre (ext.)    | Steffi Graf         | Arantxa Sánchez     | 6-3, 4-6, 7-6      | Tableau |
| 27 | 20/05/1991 | Internationaux de Strasbourg, Strasbourg        | Tier IV   | 150 000 $   | Terre (ext.)    | Radka Zrubáková     | Rachel McQuillan    | 7-6, 7-6           | Tableau |
| 28 | 20/05/1991 | Geneva European Open, Genève                    | Tier IV   | 150 000 $   | Terre (ext.)    | Manuela Maleeva     | Helen Kelesi        | 6-3, 3-6, 6-3      | Tableau |
| 29 | 27/05/1991 | Roland-Garros, Paris                            | G. Chelem | 2 698 740 $ | Terre (ext.)    | Monica Seles        | Arantxa Sánchez     | 6-3, 6-4           | Tableau |
| 30 | 10/06/1991 | Dow Classic, Birmingham                         | Tier IV   | 150 000 $   | Gazon (ext.)    | Martina Navrátilová | Natasha Zvereva     | 6-4, 7-6           | Tableau |
| 31 | 17/06/1991 | Pilkington Glass Championships, Eastbourne      | Tier II   | 350 000 $   | Gazon (ext.)    | Martina Navrátilová | Arantxa Sánchez     | 6-4, 6-4           | Tableau |
| 32 | 24/06/1991 | The Championships, Wimbledon                    | G. Chelem | 2 728 856 $ | Gazon (ext.)    | Steffi Graf         | Gabriela Sabatini   | 6-4, 3-6, 8-6      | Tableau |
| 33 | 08/07/1991 | Torneo Internazionale, Palerme                  | Tier IV   | 75 000 $    | Terre (ext.)    | Mary Pierce         | Sandra Cecchini     | 6-0, 6-3           | Tableau |
| 34 | 15/07/1991 | Citroën Austrian Open, Kitzbühel                | Tier IV   | 150 000 $   | Terre (ext.)    | Conchita Martínez   | Judith Wiesner      | 6-1, 2-6, 6-3      | Tableau |
| 35 | 15/07/1991 | Volvo San Marino Open, Saint-Marin              | Tier V    | 75 000 $    | Terre (ext.)    | Katia Piccolini     | Silvia Farina       | 6-2, 6-3           | Tableau |
| 36 | 22/07/1991 | Westchester Cup, Westchester                    | Tier V    | 100 000 $   | Dur (ext.)      | Isabelle Demongeot  | Lori McNeil         | 6-4, 6-4           | Tableau |
| 37 | 29/07/1991 | Mazda Tennis Classic, San Diego                 | Tier III  | 225 000 $   | Dur (ext.)      | Jennifer Capriati   | Monica Seles        | 4-6, 6-1, 7-6      | Tableau |
| 38 | 05/08/1991 | Virginia Slims of Albuquerque, Albuquerque      | Tier IV   | 150 000 $   | Dur (ext.)      | Gigi Fernández      | Julie Halard        | 6-0, 6-2           | Tableau |
| 39 | 05/08/1991 | Canadian Open, Toronto                          | Tier I    | 500 000 $   | Dur (ext.)      | Jennifer Capriati   | Katerina Maleeva    | 6-2, 6-3           | Tableau |
| 40 | 12/08/1991 | Virginia Slims of Los Angeles, Manhattan Beach  | Tier II   | 350 000 $   | Dur (ext.)      | Monica Seles        | Kimiko Date         | 6-3, 6-1           | Tableau |
| 41 | 19/08/1991 | OTB International Open, Schenectady             | Tier V    | 100 000 $   | Dur (ext.)      | Brenda Schultz      | Alexia Dechaume     | 7-6, 6-2           | Tableau |
| 42 | 19/08/1991 | Virginia Slims of Washington, Washington        | Tier II   | 350 000 $   | Dur (ext.)      | Arantxa Sánchez     | Katerina Maleeva    | 6-2, 7-5           | Tableau |
| 43 | 26/08/1991 | US Open, Flushing Meadows                       | G. Chelem | 2 700 000 $ | Dur (ext.)      | Monica Seles        | Martina Navrátilová | 7-61, 6-1          | Tableau |
| 44 | 16/09/1991 | Clarins Open, Paris                             | Tier IV   | 150 000 $   | Terre (ext.)    | Conchita Martínez   | Inés Gorrochategui  | 6-0, 6-3           | Tableau |
| 45 | 16/09/1991 | Nichirei International Championships, Tokyo     | Tier II   | 350 000 $   | Dur (ext.)      | Monica Seles        | Mary Joe Fernández  | 6-1, 6-1           | Tableau |
| 46 | 23/09/1991 | St. Petersburg Open, Saint-Pétersbourg          | Tier V    | 100 000 $   | Moquette (int.) | Larisa Neiland      | Barbara Rittner     | 3-6, 6-3, 6-4      | Tableau |
| 47 | 23/09/1991 | Open Whirlpool-Ville de Bayonne, Bayonne        | Tier IV   | 150 000 $   | Moquette (int.) | Manuela Maleeva     | Leila Meskhi        | 4-6, 6-3, 6-4      | Tableau |
| 48 | 30/09/1991 | Volkswagen Cup, Leipzig                         | Tier III  | 225 000 $   | Moquette (int.) | Steffi Graf         | Jana Novotná        | 6-3, 6-3           | Tableau |
| 49 | 30/09/1991 | Milano Indoor, Milan                            | Tier II   | 225 000 $   | Moquette (int.) | Monica Seles        | Martina Navrátilová | 6-3, 3-6, 6-4      | Tableau |
| 50 | 07/10/1991 | European Indoors, Zurich                        | Tier II   | 350 000 $   | Moquette (int.) | Steffi Graf         | Nathalie Tauziat    | 6-4, 6-4           | Tableau |
| 51 | 14/10/1991 | Porsche Tennis GP, Filderstadt                  | Tier II   | 350 000 $   | Dur (int.)      | Anke Huber          | Martina Navrátilová | 2-6, 6-2, 7-6      | Tableau |
| 52 | 21/10/1991 | Puerto Rico Open, San Juan                      | Tier IV   | 150 000 $   | Dur (ext.)      | Julie Halard        | Amanda Coetzer      | 7-5, 7-5           | Tableau |
| 53 | 22/10/1991 | Midland Bank Championships, Brighton            | Tier II   | 350 000 $   | Moquette (int.) | Steffi Graf         | Zina Garrison       | 5-7, 6-4, 6-1      | Tableau |
| 54 | 28/10/1991 | Arizona Classic, Scottsdale                     | Tier IV   | 150 000 $   | Dur (ext.)      | Sabine Appelmans    | Chanda Rubin        | 7-5, 6-1           | Tableau |
| 55 | 04/11/1991 | Virginia Slims of Nashville, Nashville          | Tier IV   | 150 000 $   | Dur (int.)      | Sabine Appelmans    | Katrina Adams       | 6-2, 6-4           | Tableau |
| 56 | 04/11/1991 | Virginia Slims of California, Oakland           | Tier II   | 350 000 $   | Moquette (int.) | Martina Navrátilová | Monica Seles        | 6-3, 3-6, 6-3      | Tableau |
| 57 | 11/11/1991 | Jello Classic, Indianapolis                     | Tier IV   | 150 000 $   | Dur (int.)      | Katerina Maleeva    | Audra Keller        | 7-6, 6-2           | Tableau |
| 58 | 11/11/1991 | Virginia Slims of Philadelphia, Philadelphie    | Tier II   | 350 000 $   | Moquette (int.) | Monica Seles        | Jennifer Capriati   | 7-5, 6-1           | Tableau |
| 59 | 18/11/1991 | Virginia Slims Championships, New York          | Masters   | 3 000 000 $ | Moquette (int.) | Monica Seles        | Martina Navrátilová | 6-4, 3-6, 7-5, 6-0 | Tableau |
| 60 | 02/12/1991 | Nivea Cup, São Paulo                            | Tier V    | 75 000 $    | Terre (ext.)    | Sabine Hack         | Veronika Martinek   | 6-3, 7-5           | Tableau |

### Double
| No | Date       | Nom et lieu du tournoi                         | Catégorie | Dotation    | Surface         | Vainqueures                          | Finalistes                         | Score          |         |
| -- | ---------- | ---------------------------------------------- | --------- | ----------- | --------------- | ------------------------------------ | ---------------------------------- | -------------- | ------- |
| 1  | 31/12/1990 | Danone Open Brisbane                           | Tier IV   | 150 000 $   | Dur (ext.)      | Gigi Fernández Jana Novotná          | Patty Fendick Helena Suková        | 6-3, 6-1       | Tableau |
| 2  | 07/01/1991 | Holden NSW Open Sydney                         | Tier III  | 225 000 $   | Dur (ext.)      | Arantxa Sánchez Helena Suková        | Gigi Fernández Jana Novotná        | 6-1, 6-4       | Tableau |
| 3  | 14/01/1991 | Ford Australian Open Melbourne                 | G. Chelem | 2 000 000 $ | Dur (ext.)      | Patty Fendick Mary Joe Fernández     | Gigi Fernández Jana Novotná        | 7-64, 6-1      | Tableau |
| 4  | 28/01/1991 | Nutri-Metics Bendon Classic Auckland           | Tier V    | 100 000 $   | Dur (ext.)      | Patty Fendick Larisa Neiland         | Jo-Anne Faull Julie Richardson     | 6-3, 6-3       | Tableau |
| 5  | 28/01/1991 | Pan Pacific Open Tokyo                         | Tier II   | 350 000 $   | Moquette (int.) | Kathy Jordan Elizabeth Smylie        | Mary Joe Fernández Robin White     | 4-6, 6-0, 6-3  | Tableau |
| 6  | 04/02/1991 | Fernleaf Butter Classic Wellington             | Tier V    | 100 000 $   | Dur (ext.)      | Jo-Anne Faull Julie Richardson       | Belinda Borneo Clare Wood          | 2-6, 7-5, 7-6  | Tableau |
| 7  | 05/02/1991 | Oslo Open Oslo                                 | Tier V    | 75 000 $    | Moquette (int.) | Claudia Kohde-Kilsch Silke Meier     | Sabine Appelmans Raffaella Reggi   | 3-6, 6-2, 6-4  | Tableau |
| 8  | 11/02/1991 | Colorado Classic Aurora                        | Tier V    | 100 000 $   | Dur (int.)      | Lise Gregory Gretchen Rush           | Patty Fendick Lori McNeil          | 6-4, 6-4       | Tableau |
| 9  | 11/02/1991 | Austrian Tennis Grand Prix Linz                | Tier V    | 100 000 $   | Moquette (int.) | Manuela Maleeva Raffaella Reggi      | Petra Langrová Radka Zrubáková     | 6-4, 1-6, 6-3  | Tableau |
| 10 | 11/02/1991 | Virginia Slims of Chicago Chicago              | Tier II   | 350 000 $   | Moquette (int.) | Gigi Fernández Jana Novotná          | Martina Navrátilová Pam Shriver    | 6-2, 6-4       | Tableau |
| 11 | 18/02/1991 | Virginia Slims of Oklahoma Oklahoma City       | Tier IV   | 150 000 $   | Dur (int.)      | Meredith McGrath Anne Smith          | Katrina Adams Jill Hetherington    | 6-2, 6-4       | Tableau |
| 12 | 25/02/1991 | Virginia Slims of Palm Springs Palm Springs    | Tier II   | 350 000 $   | Dur (ext.)      | NC                                   | NC                                 | Annulé         | Tableau |
| 13 | 04/03/1991 | Virginia Slims of Florida Boca Raton           | Tier I    | 500 000 $   | Dur (ext.)      | Larisa Neiland Natasha Zvereva       | Meredith McGrath Anne Smith        | 6-4, 7-6       | Tableau |
| 14 | 15/03/1991 | Lipton International Championships Miami       | Tier I    | 750 000 $   | Dur (ext.)      | Mary Joe Fernández Zina Garrison     | Gigi Fernández Jana Novotná        | 7-5, 6-2       | Tableau |
| 15 | 25/03/1991 | US Hard Court Championships San Antonio        | Tier III  | 225 000 $   | Dur (ext.)      | Patty Fendick Monica Seles           | Jill Hetherington Kathy Rinaldi    | 7-6, 6-2       | Tableau |
| 16 | 28/03/1991 | Light n’ Lively Doubles Tarpon Springs         |           | 200 000 $   | Terre (ext.)    | Gigi Fernández Helena Suková         | Larisa Neiland Natasha Zvereva     | 4-6, 6-4, 7-6  | Tableau |
| 17 | 01/04/1991 | Family Circle Mag. Cup Hilton Head             | Tier I    | 500 000 $   | Terre (ext.)    | Claudia Kohde-Kilsch Natasha Zvereva | Mary Lou Piatek Lise Gregory       | 6-4, 6-0       | Tableau |
| 18 | 08/04/1991 | Suntory Japan Open Tokyo                       | Tier IV   | 150 000 $   | Dur (ext.)      | Amy Frazier Maya Kidowaki            | Yone Kamio Akiko Kijimuta          | 6-2, 6-4       | Tableau |
| 19 | 08/04/1991 | Bausch & Lomb Championships Amelia Island      | Tier II   | 350 000 $   | Terre (ext.)    | Arantxa Sánchez Helena Suková        | Mercedes Paz Natasha Zvereva       | 4-6, 6-2, 6-2  | Tableau |
| 20 | 15/04/1991 | Virginia Slims of Houston Houston              | Tier II   | 350 000 $   | Terre (ext.)    | Jill Hetherington Kathy Rinaldi      | Patty Fendick Mary Joe Fernández   | 6-1, 2-6, 6-1  | Tableau |
| 21 | 15/04/1991 | Volvo Open Pattaya                             | Tier V    | 75 000 $    | Dur (ext.)      | Nana Miyagi Suzanna Wibowo           | Rika Hiraki Akemi Nishiya          | 6-1, 6-4       | Tableau |
| 22 | 22/04/1991 | Croatian Lottery Cup Bol                       | Tier V    | 100 000 $   | Terre (ext.)    | Laura Golarsa Magdalena Maleeva      | Sandra Cecchini Laura Garrone      | Forfait        | Tableau |
| 23 | 22/04/1991 | International Championships of Spain Barcelone | Tier III  | 225 000 $   | Terre (ext.)    | Martina Navrátilová Arantxa Sánchez  | Nathalie Tauziat Judith Wiesner    | 6-1, 6-3       | Tableau |
| 24 | 29/04/1991 | Trofeo Ilva-Coppa Mantegazza Tarente           | Tier V    | 100 000 $   | Terre (ext.)    | Alexia Dechaume Florencia Labat      | Laura Golarsa Ann Grossman         | 6-2, 7-5       | Tableau |
| 25 | 29/04/1991 | Citizen Cup Hambourg                           | Tier II   | 350 000 $   | Terre (ext.)    | Jana Novotná Larisa Neiland          | Arantxa Sánchez Helena Suková      | 7-5, 6-1       | Tableau |
| 26 | 06/05/1991 | Peugeot Italian Open Rome                      | Tier I    | 500 000 $   | Terre (ext.)    | Jennifer Capriati Monica Seles       | Nicole Provis Elna Reinach         | 7-5, 6-2       | Tableau |
| 27 | 13/05/1991 | Lufthansa Cup German Open Berlin               | Tier I    | 500 000 $   | Terre (ext.)    | Larisa Neiland Natasha Zvereva       | Nicole Provis Elna Reinach         | 6-3, 6-3       | Tableau |
| 28 | 20/05/1991 | Internationaux de Strasbourg Strasbourg        | Tier IV   | 150 000 $   | Terre (ext.)    | Lori McNeil Stephanie Rehe           | Manon Bollegraf Mercedes Paz       | 6-7, 6-4, 6-4  | Tableau |
| 29 | 20/05/1991 | Geneva European Open Genève                    | Tier IV   | 150 000 $   | Terre (ext.)    | Nicole Provis Elizabeth Smylie       | Cathy Caverzasio Manuela Maleeva   | 6-1, 6-2       | Tableau |
| 30 | 27/05/1991 | Roland-Garros Paris                            | G. Chelem | 2 698 740 $ | Terre (ext.)    | Gigi Fernández Jana Novotná          | Larisa Neiland Natasha Zvereva     | 6-4, 6-0       | Tableau |
| 31 | 10/06/1991 | Dow Classic Birmingham                         | Tier IV   | 150 000 $   | Gazon (ext.)    | Nicole Provis Elizabeth Smylie       | Sandy Collins Elna Reinach         | 6-3, 6-4       | Tableau |
| 32 | 17/06/1991 | Pilkington Glass Championships Eastbourne      | Tier II   | 350 000 $   | Gazon (ext.)    | Larisa Neiland Natasha Zvereva       | Gigi Fernández Jana Novotná        | 2-6, 6-4, 6-4  | Tableau |
| 33 | 24/06/1991 | The Championships Wimbledon                    | G. Chelem | 2 728 856 $ | Gazon (ext.)    | Larisa Neiland Natasha Zvereva       | Gigi Fernández Jana Novotná        | 6-4, 3-6, 6-4  | Tableau |
| 34 | 08/07/1991 | Torneo Internazionale Palerme                  | Tier IV   | 75 000 $    | Terre (ext.)    | Petra Langrová Mary Pierce           | Laura Garrone Mercedes Paz         | 6-3, 6-7, 6-3  | Tableau |
| 35 | 15/07/1991 | Citroën Austrian Open Kitzbühel                | Tier IV   | 150 000 $   | Terre (ext.)    | Bettina Fulco Nicole Jagerman        | Sandra Cecchini Patricia Tarabini  | 7-5, 6-4       | Tableau |
| 36 | 15/07/1991 | Volvo San Marino Open Saint-Marin              | Tier V    | 75 000 $    | Terre (ext.)    | Kerry-Anne Guse Akemi Nishiya        | Laura Garrone Mercedes Paz         | 6-0, 6-3       | Tableau |
| 37 | 22/07/1991 | Westchester Cup Westchester                    | Tier V    | 100 000 $   | Dur (ext.)      | Rosalyn Fairbank Lise Gregory        | Katrina Adams Lori McNeil          | 7-5, 6-4       | Tableau |
| 38 | 29/07/1991 | Mazda Tennis Classic San Diego                 | Tier III  | 225 000 $   | Dur (ext.)      | Jill Hetherington Kathy Rinaldi      | Gigi Fernández Nathalie Tauziat    | 6-4, 3-6, 6-2  | Tableau |
| 39 | 05/08/1991 | Virginia Slims of Albuquerque Albuquerque      | Tier IV   | 150 000 $   | Dur (ext.)      | Katrina Adams Isabelle Demongeot     | Lise Gregory Peanut Louie          | 6-7, 6-4, 6-3  | Tableau |
| 40 | 05/08/1991 | Canadian Open Toronto                          | Tier I    | 500 000 $   | Dur (ext.)      | Larisa Neiland Natasha Zvereva       | Claudia Kohde-Kilsch Helena Suková | 1-6, 7-5, 6-2  | Tableau |
| 41 | 12/08/1991 | Virginia Slims of Los Angeles Manhattan Beach  | Tier II   | 350 000 $   | Dur (ext.)      | Larisa Neiland Natasha Zvereva       | Gretchen Rush Robin White          | 6-1, 2-6, 6-2  | Tableau |
| 42 | 19/08/1991 | OTB International Open Schenectady             | Tier V    | 100 000 $   | Dur (ext.)      | Rachel McQuillan Claudia Porwik      | Nicole Arendt Shannan McCarthy     | 6-2, 6-4       | Tableau |
| 43 | 19/08/1991 | Virginia Slims of Washington Washington        | Tier II   | 350 000 $   | Dur (ext.)      | Jana Novotná Larisa Neiland          | Gigi Fernández Natasha Zvereva     | 5-7, 6-1, 7-6  | Tableau |
| 44 | 26/08/1991 | US Open Flushing Meadows                       | G. Chelem | 2 700 000 $ | Dur (ext.)      | Pam Shriver Natasha Zvereva          | Jana Novotná Larisa Neiland        | 6-4, 4-6, 7-65 | Tableau |
| 45 | 16/09/1991 | Clarins Open Paris                             | Tier IV   | 150 000 $   | Terre (ext.)    | Petra Langrová Radka Zrubáková       | Alexia Dechaume Julie Halard       | 6-4, 6-4       | Tableau |
| 46 | 16/09/1991 | Nichirei International Championships Tokyo     | Tier II   | 350 000 $   | Dur (ext.)      | Mary Joe Fernández Pam Shriver       | Carrie Cunningham Laura Arraya     | 6-3, 6-3       | Tableau |
| 47 | 23/09/1991 | St. Petersburg Open Saint-Pétersbourg          | Tier V    | 100 000 $   | Moquette (int.) | Elena Bryukhovets Natalia Medvedeva  | Isabelle Demongeot Jo Durie        | 7-5, 6-3       | Tableau |
| 48 | 23/09/1991 | Open Whirlpool-Ville de Bayonne Bayonne        | Tier IV   | 150 000 $   | Moquette (int.) | Patricia Tarabini Nathalie Tauziat   | Rachel McQuillan Catherine Tanvier | 6-3, ab.       | Tableau |
| 49 | 30/09/1991 | Volkswagen Cup Leipzig                         | Tier III  | 225 000 $   | Moquette (int.) | Manon Bollegraf Isabelle Demongeot   | Jill Hetherington Kathy Rinaldi    | 6-4, 6-3       | Tableau |
| 50 | 30/09/1991 | Milano Indoor Milan                            | Tier II   | 225 000 $   | Moquette (int.) | Sandy Collins Lori McNeil            | Sabine Appelmans Raffaella Reggi   | 7-6, 6-3       | Tableau |
| 51 | 07/10/1991 | European Indoors Zurich                        | Tier II   | 350 000 $   | Moquette (int.) | Jana Novotná Andrea Strnadová        | Zina Garrison Lori McNeil          | 6-4, 6-3       | Tableau |
| 52 | 14/10/1991 | Porsche Tennis GP Filderstadt                  | Tier II   | 350 000 $   | Dur (int.)      | Martina Navrátilová Jana Novotná     | Pam Shriver Natasha Zvereva        | 6-2, 5-7, 6-4  | Tableau |
| 53 | 21/10/1991 | Puerto Rico Open San Juan                      | Tier IV   | 150 000 $   | Dur (ext.)      | Rika Hiraki Florencia Labat          | Sabine Appelmans Camille Benjamin  | 6-3, 6-3       | Tableau |
| 54 | 22/10/1991 | Midland Bank Championships Brighton            | Tier II   | 350 000 $   | Moquette (int.) | Pam Shriver Natasha Zvereva          | Zina Garrison Lori McNeil          | 6-1, 6-2       | Tableau |
| 55 | 28/10/1991 | Arizona Classic Scottsdale                     | Tier IV   | 150 000 $   | Dur (ext.)      | Peanut Louie Cammy MacGregor         | Sandy Collins Elna Reinach         | 7-5, 3-6, 6-3  | Tableau |
| 56 | 04/11/1991 | Virginia Slims of Nashville Nashville          | Tier IV   | 150 000 $   | Dur (int.)      | Sandy Collins Elna Reinach           | Yayuk Basuki Caroline Vis          | 5-7, 6-4, 7-6  | Tableau |
| 57 | 04/11/1991 | Virginia Slims of California Oakland           | Tier II   | 350 000 $   | Moquette (int.) | Patty Fendick Gigi Fernández         | Martina Navrátilová Pam Shriver    | 6-4, 7-5       | Tableau |
| 58 | 11/11/1991 | Jello Classic Indianapolis                     | Tier IV   | 150 000 $   | Dur (int.)      | Patty Fendick Gigi Fernández         | Katrina Adams Mercedes Paz         | 6-4, 6-2       | Tableau |
| 59 | 11/11/1991 | Virginia Slims of Philadelphia Philadelphie    | Tier II   | 350 000 $   | Moquette (int.) | Jana Novotná Larisa Neiland          | Mary Joe Fernández Zina Garrison   | 6-2, 6-4       | Tableau |
| 60 | 18/11/1991 | Virginia Slims Championships New York          | Masters   | 3 000 000 $ | Moquette (int.) | Martina Navrátilová Pam Shriver      | Gigi Fernández Jana Novotná        | 4-6, 7-5, 6-4  | Tableau |
| 61 | 02/12/1991 | Nivea Cup São Paulo                            | Tier V    | 75 000 $    | Terre (ext.)    | Inés Gorrochategui Mercedes Paz      | Renata Baranski Laura Glitz        | 6-2, 6-2       | Tableau |

### Double mixte
| No | Date       | Nom et lieu du tournoi         | Catégorie | Dotation    | Surface      | Vainqueures                      | Finalistes                     | Score         |         |
| -- | ---------- | ------------------------------ | --------- | ----------- | ------------ | -------------------------------- | ------------------------------ | ------------- | ------- |
| 1  | 27/12/1990 | Hopman Cup III Perth           | ITF       | 400 000 $   | Dur (int.)   | Monica Seles Goran Prpić         | Zina Garrison David Wheaton    | 3 matchs à 0  | Tableau |
| 2  | 14/01/1991 | Ford Australian Open Melbourne | G. Chelem | 2 000 000 $ | Dur (ext.)   | Jo Durie Jeremy Bates            | Robin White Scott Davis        | 2-6, 6-4, 6-4 | Tableau |
| 3  | 27/05/1991 | Roland-Garros Paris            | G. Chelem | 2 698 740 $ | Terre (ext.) | Helena Suková Cyril Suk          | Caroline Vis Paul Haarhuis     | 3-6, 6-4, 6-1 | Tableau |
| 4  | 24/06/1991 | The Championships Wimbledon    | G. Chelem | 2 728 856 $ | Gazon (ext.) | Elizabeth Smylie John Fitzgerald | Natasha Zvereva Jim Pugh       | 7-64, 6-2     | Tableau |
| 5  | 26/08/1991 | US Open Flushing Meadows       | G. Chelem | 2 700 000 $ | Dur (ext.)   | Manon Bollegraf Tom Nijssen      | Arantxa Sánchez Emilio Sánchez | 6-2, 7-62     | Tableau |

## Classements de fin de saison
| Rang | Joueuse             |
| ---- | ------------------- |
| 1    | Monica Seles        |
| 2    | Steffi Graf         |
| 3    | Gabriela Sabatini   |
| 4    | Martina Navrátilová |
| 5    | Arantxa Sánchez     |
| 6    | Jennifer Capriati   |
| 7    | Jana Novotná        |
| 8    | Mary Joe Fernández  |
| 9    | Conchita Martínez   |
| 10   | Manuela Maleeva     |
| 11   | Katerina Maleeva    |
| 12   | Zina Garrison       |
| 13   | Nathalie Tauziat    |
| 14   | Anke Huber          |
| 15   | Leila Meskhi        |
| 16   | Judith Wiesner      |
| 17   | Helena Suková       |
| 18   | Sabine Appelmans    |
| 19   | Lori McNeil         |
| 20   | Julie Halard        |

| Rang | Joueuse             |
| ---- | ------------------- |
| 1    | Jana Novotná        |
| 2    | Larisa Savchenko    |
| 3    | Natasha Zvereva     |
| 4    | Gigi Fernández      |
| 5    | Mary Joe Fernández  |
| 6    | Martina Navrátilová |
| 7    | Arantxa Sánchez     |
| 8    | Helena Suková       |
| 9    | Pam Shriver         |
| 10   | Patty Fendick       |
| 11   | Anne Smith          |
| 12   | Zina Garrison       |
| 13   | Jill Hetherington   |
| 14   | Elizabeth Smylie    |
| 15   | Mercedes Paz        |
| 16   | Katrina Adams       |
| 17   | Elna Reinach        |
| 18   | Nicole Provis       |
| 19   | Lori McNeil         |
| 20   | Kathy Rinaldi       |

## Coupe de la Fédération
| Date     | Lieu                                | Surf.      | Vainqueur                         | Finaliste                                                         | Score |         |
| 28/07/91 | Nottingham, City of Nottingham T.C. | Dur (ext.) | Conchita Martínez Arantxa Sánchez | Jennifer Capriati Zina Garrison Mary Joe Fernández Gigi Fernández | 2-1   | Tableau |

## Sources
- (en) WTA Tour : site officiel
- (en) [PDF] WTA Tour : palmarès complet 1971-2011
- (en) [PDF] WTA Tour : prize money leaders 1991 (au 25/11/1991)